# Mourad Ben Chaabane
Mourad Ben Chaabane (arabe : مراد بن شعبان) est un économiste tunisien. Il est le président du conseil d'administration de la Bourse de Tunis depuis 2017 et directeur général de MAC SA, un intermédiaire en bourse.

## Biographie
Mourad Ben Chaabane est diplômé de l'Institut supérieur de gestion de Tunis et de la faculté des sciences de Tunis. Il intègre le monde de la bourse en 1995, après une première expérience dans l'enseignement supérieur. 
Dirigeant de MAC SA, un intermédiaire en bourse, il gère le premier fonds de retournement en Tunisie, Inkadh, initié par MAC SA, Amen Bank et la Caisse des dépôts et consignations.
Il est nommé président du conseil d'administration de la Bourse de Tunis le 19 mai 2017,. Lors de l'assemblée générale ordinaire du 11 juin 2020, il est réélu à ce poste.